# Cotaxtla
Cotaxtla  es una población del estado mexicano de Veracruz en la zona centro costera del estado, en la región llamada Sotavento. Es cabecera del municipio de Cotaxtla, uno de los 212 municipios de la entidad. Está ubicado en las coordenadas 18°50′03″N 96°23′50″O / 18.83417, -96.39722 y a una altitud de 50 m s. n. m.
El clima en Cotaxtla es principalmente cálido y seco con un periodo de lluvias en los meses de junio a septiembre; tiene sus celebraciones del 2 al 17 de mayo y las fiestas cívicas son celebradas el 20 de noviembre; el 11 de diciembre se realiza la feria en honor al patrono San Agustín y el 12 del mismo mes la fiesta a la Virgen de Guadalupe.
Formó parte del Marquesado del Valle de Oaxaca mediante la "Alcaldía Mayor de Tuxtla y Cotaxtla" con cabecera en Tuxtla (actualmente Santiago Tuxtla). Se incluía La Rinconada y Apazapan.

## Toponimia
Del náhuatl "Kuetlaxtlan", dividido en "Kuetlaxtl" que significa cueros o pieles y "tlán" que es un locativo que denota la cercanía. En conjunto se interpreta como "lugar de pieles" o "lugar cercano a las pieles"[cita requerida].